# Lasia rufipes
Lasia rufipes är en tvåvingeart som beskrevs av John Obadiah Westwood 1848. Lasia rufipes ingår i släktet Lasia och familjen kulflugor. Inga underarter finns listade i Catalogue of Life.